# Troféu Ramón de Carranza de 1996
O Troféu Ramón de Carranza de 1996 foi a quadragésima segunda edição do torneio realizado anualmente pelo Cádiz na cidade de Cádis (Espanha). Nesta edição o Corinthians ficou com o troféu.

## Participantes
- Cádiz
- Corinthians
- Betis
- Atlético Celaya

## Esquema
|  | Semifinais | Semifinais      | Semifinais |  |  | Final    | Final           | Final    |
|  |            |                 |            |  |  |          |                 |          |
|  |            | Cádiz           | 0          |  |  |          |                 |          |
|  |            | Corinthians     | 2          |  |  |          |                 |          |
|  |            |                 |            |  |  |          | Corinthians     | 2        |
|  |            |                 |            |  |  |          | Betis           | 0        |
|  |            | Betis           | 2          |  |  |          |                 |          |
|  |            | Atlético Celaya | 1          |  |  | 3º lugar | 3º lugar        | 3º lugar |
|  |            |                 |            |  |  |          | Cádiz           | 0        |
|  |            |                 |            |  |  |          | Atlético Celaya | 2        |

## Jogos
Semifinais
| 23 de agosto | Cádiz | 0 – 2 | Corinthians                  | Estádio Ramón de Carranza |
|              |       |       | Alex Rossi 46' · Alcindo 56' |                           |

| 23 de agosto | Betis                         | 2 – 1 | Atlético Celaya | Estádio Ramón de Carranza |
|              | Zico 10' · Luís Fernandez 60' |       | Sabas 26'       |                           |

Decisão do 3° lugar
| 24 de agosto | Cádiz | 0 – 2 | Atlético Celaya               | Estádio Ramón de Carranza |
|              |       |       | Hugo Santana 20' · Michel 40' |                           |

Final
| 24 de agosto | Corinthians          | 2 – 0 | Betis | Estádio Ramón de Carranza |
|              | Marcelinho 16' e 48' |       |       |                           |

## Premiação
| Troféu Ramóm de Carranza 1996   |
| Brasil                          |
| ------------------------------- |
| CORINTHIANS Campeão (1º título) |